# Toromélun
Toromélun är en ort i Guinea.   Den ligger i prefekturen Fria och regionen Boke Region, i den västra delen av landet, 80 km norr om huvudstaden Conakry. Toromélun ligger 81 meter över havet och antalet invånare är 12 313.
Terrängen runt Toromélun är varierad. Runt Toromélun är det ganska glesbefolkat, med 39 invånare per kvadratkilometer. Närmaste större samhälle är Fria, 16,4 km nordost om Toromélun. I omgivningarna runt Toromélun växer huvudsakligen savannskog.